# Myrmarachne hidaspis
Myrmarachne hidaspis este o specie de păianjeni din genul Myrmarachne, familia Salticidae, descrisă de Caporiacco, 1935. Conform Catalogue of Life specia Myrmarachne hidaspis nu are subspecii cunoscute.